# Denai Moore
Denai Moore est une artiste et entrepreneuse britannique née en 1993 dans les Caraïbes, sur l'île de Jamaïque. Principalement connue en tant que musicienne, elle interprète ses compositions au chant, à la guitare, au piano et recourt aussi à la composition informatisée. Sa musique est considérée comme un mélange de soul, de folk et d’électronique par le public, l'autrice ne souhaitant pas s'enfermer dans un quelconque genre. En 2017, elle entreprit une activité de cheffe cuisinière en travaillant le végétalisme et la gastronomie jamaïcaine, qui donna lieu à l'écriture d'un livre de recettes publié en 2023.

## Biographie
Née en 1993 dans la ville jamaïcaine de Spanish Town, Denai Moore apprit la musique durant son enfance en abordant les claviers, dont le piano et le mélodica, aux côtés d'un père musicien. Elle s'essaya de même à l'harmonica, puis reçut sa première guitare vers l'âge de 10 ans. À cette époque, sa famille emménagea dans le quartier de Stratford à Londres et à l'âge de 13 ans, Denai Moore se mit à participer à des scènes ouvertes. Elle passa ainsi une partie de sa jeunesse à pratiquer la musique, tout en écrivant des textes pour interpréter ses chansons. Cependant, elle dut se consacrer davantage à sa scolarité en laissant de côté la scène. Une fois diplômée, elle recommença à se produire en public et dans des petites salles de l'East London (en), puis fut repérée par la musicienne Clare Maguire qui la présenta à son manager. S'ensuivit le succès, accompagné de tournées dans différents pays, notamment en partageant la scène avec des artistes comme Iron & Wine, Selah Sue, Jeanne Added, Ben Harper, etc.

## Cuisine
Parallèlement à sa carrière musicale, elle adopta un régime végétalien et s'intéressa à ce mode d'alimentation jusqu'à créer son entreprise en 2017, Dee's Table, proposant une cuisine végétalienne d'inspiration jamaïcaine,, accompagnant également divers événements. En avril 2023, les éditions Hardie Grant publièrent un livre de recettes élaboré par la cheffe Moore, intitulé en anglais Plentiful, Vegan Jamaican Recipes to Repeat. Mayukh Sen (en) écrivit dans le Washington Post que « les recettes de Moore tirent un imaginatif avantage des bienfaits de la Jamaïque ». Avery Yale Kamila (en) du Portland Press Herald, l'inscrivit sur sa liste des meilleurs livres de cuisine à base de plantes de 2023. Fliss Freborn du National Geographic, l'inscrivit à son tour sur sa liste des meilleurs nouveaux livres de cuisine estivaux. En juillet, le New York Times couvrit un dîner végétalien honorant l'ouvrage à la Galerie Carl Freedman de Margate, lors d'une exposition collective organisée par la créatrice Ronan Mckenzie.

## Musique
En 2012, Denai Moore mit en ligne son titre Flaws qui contribua à la faire connaître. En 2013, elle sortit son premier single intitulé The Lake, créé avec le musicien Plan B et paru chez Because Music, label sur lequel sortit aussi son EP Saudade la même année. Après une rencontre avec le musicien Aaron Jerome, elle chanta le titre The Light présent sur l'album Wonder Where We Land de SBTRKT, participation très remarquée. Elle publia son EP suivant intitulé I Swore en novembre 2014, et fut à cette occasion qualifiée de « personne à suivre » par The Fader. En 2015, elle publia son premier album, Elsewhere, créé avec le producteur Rodaidh McDonald (en) et le graphiste Leif Podhajský (en) qui signa la pochette. Fin mai 2017, son titre Does It Get Easier fut accompagné d'un clip réalisé par la photographe Mahaneela Choudhury-Reid. En juin, son deuxième album suivit, intitulé We Used To Bloom et créé aux côtés de Steph Marziano, professionnelle de la musique ayant travaillé avec des artistes comme Radiohead et FKA Twigs. Concernant son troisième album paru en juillet 2020, Modern Dread, une chronique du journal The Guardian déclare que « les beats terriblement hypnotiques de Moore emportent le public dans un voyage surréaliste à travers un monde fantastique». Au cours de ses écoutes, la musicienne fut influencée entre autres par Lauryn Hill, Feist, Metronomy et Bon Iver. En plus du chant, de la guitare et du piano, elle produit de la musique assistée par ordinateur.

## Discographie

### Singles
- The Lake, Because Music, 2013
- Blame, Because Music, 2015
- Detonate, Because Music, 2015

### EP
- Saudade, Because Music, 2013
- I Swore, Because Music, 2014

### Albums
- Elsewhere, Because Music, 2015
- We Used To Bloom, Beacause Music, 2017
- Modern Dread, Because Music, 2020

### Participations
- The Light, sur l'album Wonder Where We Land (2014) de SBTRKT
- On My Own (2014) de Fantastic Mr Fox
- Terrible Love sur le minialbum Someday Somewhere (2015) de Mura Masa
- Hands (2017) de Point Point

## Publication
- Denai Moore, Plentiful, Vegan Jamaican Recipes to Repeat, Londres, Hardie Grant, 2023, 224 p., 24 x 17 cm  (ISBN 9781784885496)